# 고가 유토
고가 유토(일본어: 古賀 悠斗, 1999년 9월 10일~)는 일본의 프로 야구 선수이며, 현재 퍼시픽 리그인 사이타마 세이부 라이온스의 소속 선수(포수)이다. 후쿠오카현 지쿠시노시 출신이다.

## 상세 정보

### 출신 학교
- 후쿠오카 대학 부속 오호리 고등학교
- 주오 대학

### 선수 경력
- 사이타마 세이부 라이온스(2022년~)

국가 대표 경력
- 2023년 아시아 프로야구 챔피언십 일본 국가대표

### 개인 기록
- 첫 출장·첫 선발 출장: 2022년 5월 5일, 대 지바 롯데 마린스 8차전(베루나 돔), 8번·포수로 선발 출장
- 첫 타석: 상동, 3회말에 미마 마나부로부터 중견수 뜬공
- 첫 안타: 2022년 5월 7일, 대 홋카이도 닛폰햄 파이터스 7차전(베루나 돔), 3회말에 우와사와 나오유키로부터 우전 안타
- 첫 타점: 2022년 6월 11일, 대 히로시마 도요 카프 2차전(베루나 돔), 2회말에 모리시타 마사토로부터 좌월 적시 2루타
- 첫 홈런: 2022년 7월 20일, 대 지바 롯데 마린스 15차전(ZOZO 마린 스타디움), 5회초에 이시카와 아유무로부터 좌월 솔로 홈런[2]
- 첫 도루: 2023년 7월 25일, 대 지바 롯데 마린스 13차전(베루나 돔), 2회말에 2루 안착(투수: C. C. 메르세데스, 포수: 다무라 다쓰히로)

### 등번호
- 22(2022년~)

### 연도별 타격 성적
| 연 도     | 소 속     | 경 기 | 타 석 | 타 수 | 득 점 | 안 타 | 2 루 타 | 3 루 타 | 홈 런 | 루 타 | 타 점 | 도 루 | 도 루 자 | 희 생 번 | 희 생 플 | 볼 넷 | 고 4 | 사 구 | 삼 진 | 병 살 타 | 타 율 | 출 루 율 | 장 타 율 | O P S |
| --------- | --------- | ----- | ----- | ----- | ----- | ----- | ------- | ------- | ----- | ----- | ----- | ----- | -------- | -------- | -------- | ----- | ---- | ----- | ----- | -------- | ----- | -------- | -------- | ----- |
| 2022년    | 세이부    | 26    | 71    | 58    | 3     | 9     | 2       | 0       | 1     | 14    | 4     | 0     | 0        | 3        | 1        | 9     | 1    | 0     | 16    | 1        | .155  | .265     | .241     | .506  |
| 2023년    | 세이부    | 100   | 282   | 239   | 12    | 52    | 14      | 0       | 2     | 72    | 20    | 1     | 0        | 17       | 0        | 23    | 2    | 3     | 54    | 8        | .218  | .294     | .301     | .596  |
| 통산: 2년 | 통산: 2년 | 126   | 353   | 297   | 15    | 61    | 16      | 0       | 3     | 86    | 24    | 1     | 0        | 20       | 1        | 32    | 3    | 3     | 70    | 9        | .205  | .288     | .290     | .578  |

- 2023년 시즌 종료 기준.

### 연도별 수비 성적
| 연도 | 소속   | 포수  | 포수  | 포수  | 포수  | 포수  | 포수     | 포수  | 포수      | 포수      | 포수     | 포수     |
| 연도 | 소속   | 경 기 | 척 살 | 보 살 | 실 책 | 병 살 | 수 비 율 | 포 일 | 도루 시도 | 도루 허용 | 도 루 자 | 저 지 율 |
| ---- | ------ | ----- | ----- | ----- | ----- | ----- | -------- | ----- | --------- | --------- | -------- | -------- |
| 2022 | 세이부 | 26    | 128   | 18    | 0     | 3     | 1.000    | 1     | 14        | 14        | 0        | .000     |
| 2023 | 세이부 | 98    | 584   | 77    | 5     | 8     | .992     | 4     | 68        | 40        | 28       | .412     |
| 통산 | 통산   | 124   | 712   | 95    | 5     | 11    | .994     | 5     | 82        | 54        | 28       | .341     |

- 2023년 시즌 종료 기준[주 1]
- 굵은 글씨는 시즌 최고 성적.

### 주해
1. ↑  도루 시도, 도루 허용, 도루자, 저지율에 대해서는 참고 문헌 참조

### 출전
1. ↑  “西武 - 契約更改 - プロ野球”. 닛칸 스포츠. 2023년 12월 2일에 확인함.
2. ↑  “西武ドラ3古賀悠斗、勝ち越しのプロ1号ソロ　「試合が終わってから喜びたい」”. 《西日本スポーツ》. 2022년 7월 20일. 2022년 7월 20일에 확인함.

## 참고 문헌
- 베이스볼 매거진사, 편집. (2022). 《ベースボール・レコード・ブック》 [베이스볼 레코드 북]. 2023日本プロ野球記録年鑑. 베이스볼 매거진사. ISBN 978-4-583-11546-7. 52페이지 참조.
- 베이스볼 매거진사, 편집. (2023). 《2023プロ野球シーズン総決算号》 [2023 프로 야구 시즌 총결산호]. 別冊新春号. 베이스볼 매거진사. 93쪽. ASIN B0CPQ6FZRV.